# 驰誉街道
驰誉街道是中华人民共和国吉林省松原市乾安县下辖的一个街道办事处。2020年，设立驰誉街道。辖区范围东至鸣凤大街，南至王字村边界，西至前鸣村边界，北至宇宙大路和群英路。

## 行政区划
驰誉街道下辖以下村级行政区划单位：
在竹社区、传声社区和西南村。